# Franz Ferdinand Benary
Franz Simon Ferdinand Benary (geboren 22. März 1805 in Kassel; gestorben 7. Februar 1880 in Berlin) war ein deutscher Orientalist und Exeget jüdischer Herkunft.

## Leben
Ferdinand Benary war der Bruder von Ernst und Agathon Benary. Er studierte seit 1824 in Bonn und Halle, seit 1827 in Berlin Theologie und morgenländische Sprachen und habilitierte sich 1829 in Berlin. Im selben Jahr konvertierte er zum Christentum. In Berlin wurde er 1831 zum außerordentlichen Professor für alttestamentliche Exegese ernannt.
Von seinen Werken sind die Ausgabe des Nalodaya (mit lateinischer Übersetzung, Berlin 1830) und die Schrift De Hebraeorum leviratu (das. 1835) hervorzuheben. Über die Verhinderung der in Gemeinschaft mit den Professoren Heinrich Gustav Hotho und Wilhelm Vatke beabsichtigten Herausgabe einer kritischen Zeitschrift durch das Ministerium Eichhorn gab Benary Rechenschaft durch Veröffentlichung der betreffenden Aktenstücke.
Franz Ferdinand Benary starb am 7. Februar 1880 in Berlin. Sein nicht erhaltenes Grab befand sich auf einem der Friedhöfe vor dem Halleschen Tor, wobei der genaue Standort nicht bekannt ist.

## Schriften
- Nalodaya: Sanscritum carmen Calidaso adscriptum / una cum Pradschnacari Mithilensis scholiis ed., lat interpretatione atque annot. criticis instruxit Ferdinandus Benary. Berlin: Dümmler, 1830. Mikrofilm-Ausg. Tübingen: Univ.-Bibl. o. J.
- Coniectanae quaedam in Vetus Testamentum. Berlin 1835.
- De Hebraeorum leviratu Accedunt coniectanea quaedam in V. Testamentum. Berlin: Dümmler, 1835 Dissertation